# 大和田駅 (静岡県)
大和田駅（おわだえき）は、静岡県島田市川根町家山にある大井川鐵道大井川本線の駅である。

## 歴史
- 1969年（昭和44年）7月1日：開業。

## 駅構造
- 単式1面1線のホームをもつ地上駅。無人駅である。駅舎はない。

## 利用状況
- 2007年度の1日平均乗車人員は18人（静岡県統計年鑑による）

## 駅周辺
線路脇に桜並木がある。
- 特別養護老人ホーム「とこは」
- 大井川
- 国道473号

## 隣の駅
大井川鐵道
■大井川本線
■普通
福用駅 - 大和田駅 - 家山駅